# Fritz Klier
Fritz Klier (* 1945 in Ebersbach, Sachsen) ist ein deutscher Maler und Grafiker.

## Leben und Wirken
Klier schloss 1967 die Werkkunstschule München ab, war 1991 Mitbegründer der Künstlervereinigung Gruppe 91 und erhielt 1997 den Kulturpreis des Landkreises Passau. Der gelernte Schriftsetzer und Fachlehrer für Kunsterziehung lebt und arbeitet seit 2006 als freier Künstler im Schloss Vornbach. 
Er beschäftigt sich hauptsächlich mit der Zeichnung und gehört u. a. der Innviertler Künstlergilde und dem Berufsverband Bildender Künstler Niederbayern/Oberpfalz an. Zu einigen seiner Ausstellungen sind Kataloge erschienen:
- Ich habe meine Vorurteile, 2010
- gemeinsam mit Franz von Stuck: Eros und Satire, 2005
- Mit Texten von Hans Würdinger: Maria Magdalena, 2002, Pilatus, 2001, Judas, 2000